# كاي يوانبي
كاي يوانبي (1868-1940) هو فيلسوف وسياسي صيني وشخصية مؤثرة في تاريخ التعليم الصيني الحديث. قدم مساهمات لإصلاح التعليم من خلال أيديولوجيته التعليمية الخاصة. كان رئيس جامعة بكين، ومؤسس أكاديمية سينيكا. كان معروفًا بتقييمه النقدي للثقافة الصينية وتوليفه بين التفكير الصيني والغربي، بما في ذلك الأناركية. شارك في حركة الثقافة الجديدة، وحركات الرابع من مايو، والحركة النسوية. تتضمن أعماله التربية الجمالية والسياسة وإصلاح التعليم وما إلى ذلك.

## سيرته الذاتية
ولد كاي في مقاطعة شانين، بإقليم شاوكسينغ (شاوهسينغ)، جيجيانغ (تشيكيانغ)، وتم تعيينه في أكاديمية هانلين الإمبراطورية في سن السادسة والعشرين. شارك في عام 1898، في إدارة المعاهد وأصبح:
- المشرف على شاوكسينغ الصينية الغربية
- رئيس دائرة شنغ كلية شانشان
- مدير ومدرس الفصل الخاص لمدرسة نانيانغ العامة (جامعة شنغهاي جياو تونغ سابقًا)

أسس منظمة غوانغفوهوي في عام 1904 وانضم إلى تونغ مانغ هوي في باريس في العام التالي، وأصبح عضوًا في المجموعة الأناركية الصينية بقيادة وو تشى هوي، ولي شيزنغ. درس الفلسفة وعلم النفس وتاريخ الفن في جامعة لايبزيغ في ألمانيا عام 1907 تحت إشراف كارل لامبريخت وفيلهلم وندت.
أصبح وزيرًا للتعليم في جمهورية الصين الجديدة في عام 1912.
عاد كاي إلى الصين في عام 1916 وشغل منصب رئيس جامعة بكين في العام التالي. استأنف هناك دعمه، الذي بدأ خلال سنواته في باريس مع لي شيزنغ، لحركة دراسة العمل المقتصد الجادة، التي أرسلت طلابًا عماليين إلى فرنسا. وظف خلال فترة عمله في جامعة بكين، مفكرين مشهورين (وقادة الحزب الشيوعي الصيني مستقبلًا) في المدرسة مثل تشين توهسيو ولي تا تشاو، بالإضافة إلى مفكرين مختلفين تمامًا مثل هو شيه، وهو صديق مقرب، وليانغ شومينغ والرسام شو بيهونغ.
في عام 1919، بعد سجن القادة الطلابيين لمتظاهري الرابع من مايو، استقال كاي احتجاجًا على ذلك (عاد إلى منصبه في سبتمبر). في غضون ذلك، كتب هو وشو بيهونغ بانتظام لصحيفة ديلي يونيفيرسيتي لجامعة بكين التي تعاملت مع قضايا أوسع من سياسات الحرم الجامعي فقط. تناول شو قضايا الفن وتاريخ الفن وفي عام 1920 تم نشر مجلة فنية جامعية تحت اسم منوعات لوحات فنية. بعد استقالته مرة أخرى في عام 1922، أمضى فترة عزلة في فرنسا. بعد عودته في عام 1926، دعم زميله في المقاطعة تشيانغ كاي شيك وجهود الكومينتانغ لتوحيد البلاد. جنبًا إلى جنب مع وو تشى هوى، لي شيزنغو و تشانغ رينجي، كان معروفًا بأنه أحد «الشيوخ الأربعة» للحزب، ومناهض قوي للشيوعية.  عُيَّن رئيسًا لكونترول يوان، لكنه سرعان ما استقال.
كان كاي محبطًا في محاولاته لإعادة تشكيل النظام الوطني للتعليم ليشبه النظام الفرنسي، ولكن في عام 1927، شارك في تأسيس الكلية الوطنية للموسيقى، والتي أصبحت فيما بعد معهد شنغهاي للموسيقى، وفي أبريل 1928، ساعد في تأسيس أكاديمية سينيكا وأصبح أول رئيس لها. أسس هو ودائرة واسعة من زملائه الرابطة الصينية للحقوق المدنية التي انتقدت الحكومة الوطنية وشيانغ كاي شيك لإساءة استخدام السلطة. من ناحية أخرى، ساء الوضع؛ ولم تتمكن الرابطة من إطلاق سراح تشين دوكسيو، العميد السابق لكاي في جامعة بكين، على سبيل المثال. في يونيو 1933، تم إطلاق النار على المدير الأكاديمي لأكاديمية سينيكا والمؤسس المشارك للرابطة، يانغ تشيوان، وقتل في الشارع أمام مكاتب الرابطة في شنغهاي. وبعد فترة من الصدمة والتفكير، اعتزل كاي الظهور العلني في بيان أدان فيه القمع السياسي الذي تمارسه حكومة نانجينغ.
بعد اندلاع الحرب الصينية اليابانية الثانية في عام 1937، انتقل كاي إلى هونغ كونغ، جزئيًا بسبب تدهور الصحة، بدلًا من مرافقة الحكومة الوطنية إلى سيتشوان. عاش هناك في عزلة حتى وفاته في مارس 1940 عن عمر يناهز 72 عامًا.